# Aechmea streptocalycoides
Aechmea streptocalycoides är en gräsväxtart som beskrevs av Philcox. Aechmea streptocalycoides ingår i släktet Aechmea och familjen Bromeliaceae. Inga underarter finns listade i Catalogue of Life.